# Zhuangologi
Zhuangologi, en för språkvetenskap och kulturvetenskap tvärvetenskaplig forskningsinriktning, i allmänhet med betydelsen av forskning i Zhuangs språk och kulturer, med särskild tonvikt på Kina. Traditionellt har studier i zhuangs språk utgjort en viktig del av det zhuangologiska forskningsfältet. Utifrån arkeologiska och skriftliga lämningar bedrivs forskning vars syfte  är att vinna kunskap om zhuang civilisations olika aspekter, såsom dess språk, religion och historia.
Det vetenskapliga studiet zhuang inleddes av den kinesiske historikern och antropologen Huang Xianfan. I och med publiceringen av hans ”Kort historik över Zhuang” 1957 föddes zhuangologin. Han kallas ofta "Zhuangologis fader".Sedan dess har vetenskapen växt till att bli ett stort som och brett ämne som studeras framför allt vid universitet i Guangxi.